# Posebni ameriški predsedniški odposlanec za podnebje
Posebni ameriški predsedniški odposlanec za podnebje (angleško: The U.S. Special Presidential Envoy for Climate) je položaj v uradu predsednika Združenih držav Amerike, ki je v izvršni veji oblasti pristojen za energetsko politiko in podnebno politiko. Položaj je bil ustanovljen z administracijo predsednika Joeja Bidna. Prvi nosilec naziva je bil John Kerry.

## Zgodovina
23. novembra 2020 je novoizvoljeni predsednik Joe Biden napovedal, da bo nekdanji ameriški državni sekretar John Kerry v njegovem deloval kot posebni predsedniški odposlanec za podnebje in da bo član sveta za nacionalno varnost ZDA (NSC).
Izraz "podnebni car" je bil uporabljen za neformalno opisovanje Kerryjeve vloge. V Beli hiši je bila za podobno "carico" oklicana Carol Browner, ki je bila med letoma 2009 in 2011 direktorica urada Bele hiše za energijo in politiko podnebnih sprememb; novi položaj posebnega predsedniškega odposlanca se po zasnovi sicer razlikuje od slednjega. Največja sprememba je ta, da bo NSC imel uradnika, posvečenega vprašanjem podnebnih sprememb in obravnavanju podnebne krize kot tiste, ki vpliva na nacionalno varnost.

## Seznam odposlancev
| #  | Portret | Nosilec    | Začetek mandata   | Konec mandata   | Predsednik |
| -- | ------- | ---------- | ----------------- | --------------- | ---------- |
| 1. |         | John Kerry | 20. januarja 2021 | 20. januar 2025 | Joe Biden  |